# Bawinkel
Bawinkel is een gemeente in de Duitse deelstaat Nedersaksen. De gemeente maakt deel uit van de in het landkreis Emsland gelegen Samtgemeinde Lengerich. Zie aldaar voor verdere informatie.
Bawinkel telt 2.508 inwoners.  Het dorp ligt 7 km ten oosten van de Eems aan de Bundesstraße 213.

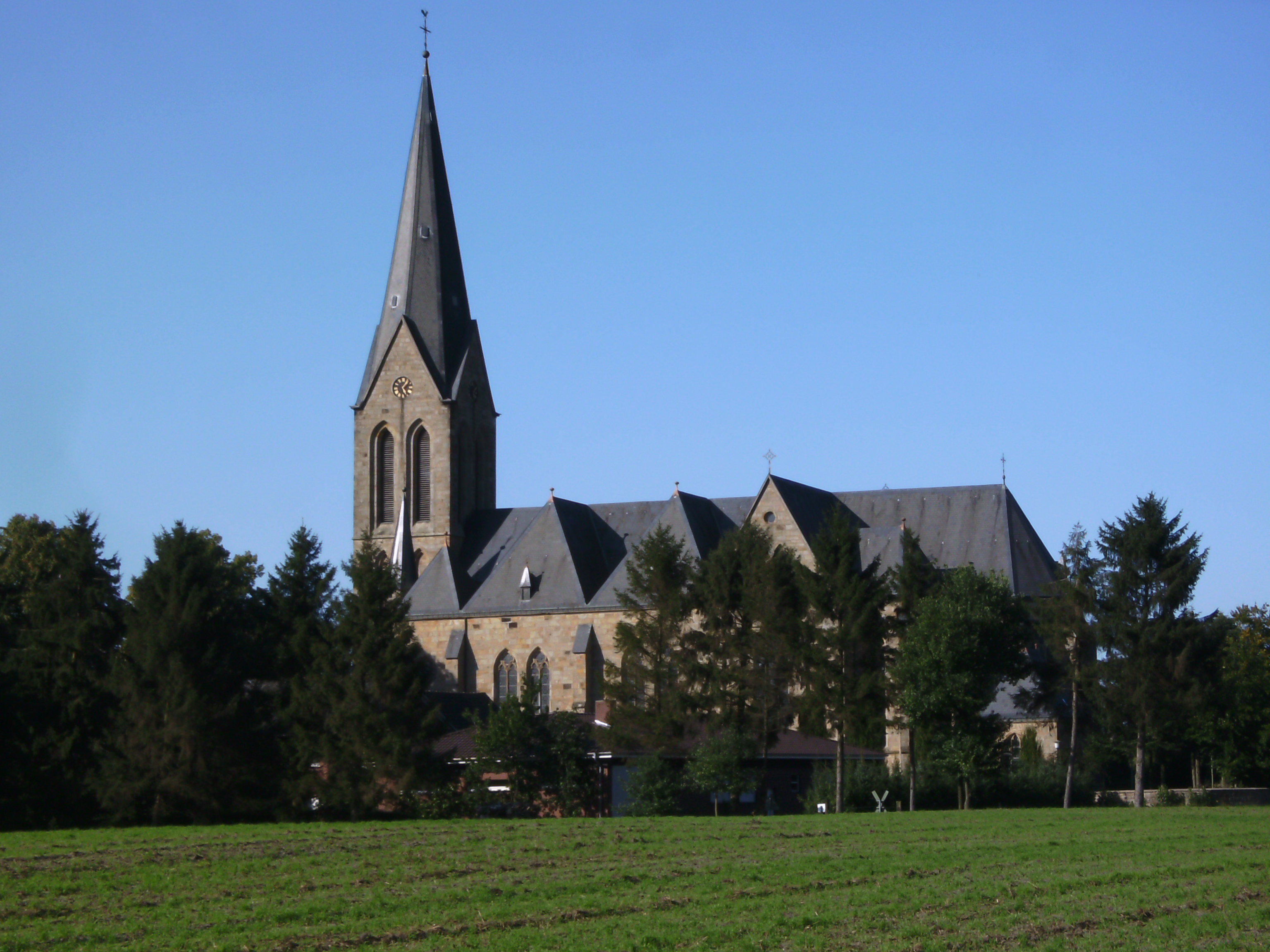
Bawinkel, St. Alexanderkerk

De uit 1906 daterende katholieke St. Alexanderkerk werd in neogotische stijl ontworpen door de Nederlandse architect Alfred Tepe.
- Gemeinsame Normdatei: 4080293-0
- Virtual International Authority File: 239006732

Andervenne ·
Bawinkel ·
Beesten ·
Bockhorst ·
Börger ·
Breddenberg ·
Dersum ·
Dohren ·
Dörpen ·
Emsbüren ·
Esterwegen ·
Freren ·
Fresenburg ·
Geeste ·
Gersten ·
Groß Berßen ·
Handrup ·
Haren (Ems) ·
Haselünne ·
Heede ·
Herzlake ·
Hilkenbrook ·
Hüven ·
Klein Berßen ·
Kluse ·
Lähden ·
Lahn ·
Langen ·
Lathen ·
Lehe ·
Lengerich ·
Lingen ·
Lorup ·
Lünne ·
Meppen ·
Messingen ·
Neubörger ·
Neulehe ·
Niederlangen ·
Oberlangen ·
Papenburg ·
Rastdorf ·
Renkenberge ·
Rhede ·
Salzbergen ·
Schapen ·
Sögel ·
Spahnharrenstätte ·
Spelle ·
Stavern ·
Surwold ·
Sustrum ·
Thuine ·
Twist ·
Vrees ·
Walchum ·
Werlte ·
Werpeloh ·
Wettrup ·
Wippingen